# DEB-Pokal der Frauen 2013
Der DEB-Pokal der Frauen 2013 wurde am 16. und 17. März 2013, dem Wochenende nach Saisonende ausgetragen. Er fand damit zum 12. Male überhaupt seit seiner Einführung und zum 7. Male unter Teilnahme der besten deutschen Frauen-Eishockeymannschaften statt.

## Teilnehmer und Modus
Neben dem Gastgeber SC Garmisch-Partenkirchen waren in diesem Jahr die besten drei Mannschaften der abgeschlossenen Bundesligasaison 2012/13 für das Turnier qualifiziert. Es wird in einer einzigen Runde im Modus Jeder gegen Jeden gespielt. Die Dauer der Pokalspiele ist auf 3 × 15:00 Minuten begrenzt.

## Spiele
| 16. März 2013 10:00 Uhr | ESC Planegg/Würmtal Monika Bittner (26.) Kathrin Lehmann (38.) | 2:1 (0:1, 1:0, 1:0) Spielbericht | SC Garmisch-Partenkirchen Alexandra Bero (6.) | Olympia-Eissport-Zentrum, Garmisch-Partenkirchen Zuschauer: 119 |

| 16. März 2013 12:00 Uhr | ECDC Memmingen Mary Restuccia (12., 41.) | 2:1 (1:0, 0:1, 1:0) Spielbericht | OSC Berlin Vanessa Gasde (18.) | Olympia-Eissport-Zentrum, Garmisch-Partenkirchen Zuschauer: 98 |

| 16. März 2013 15:00 Uhr | SC Garmisch-Partenkirchen | 0:4 (0:0, 0:1, 0:3) Spielbericht | ECDC Memmingen Mary Restuccia (19.) Miriam Pokopec (33.) Nicola Eisenschmid (34.) Jessica Martino (37.) | Olympia-Eissport-Zentrum, Garmisch-Partenkirchen Zuschauer: 291 |

| 16. März 2013 17:00 Uhr | ESC Planegg/Würmtal Bernadette Karpf (5.) Kathrin Lehmann (8.) Andrea Lanzl (15.) Danielle Ward (16.) Julia Zorn (23.) Kathrin Lehmann (26.) Sophie Kratzer (29.) Manuela Hebel (30.) Tamara Lan Yee Chiu (33.) | 9:0 (3:0, 5:0, 1:0) Spielbericht | OSC Berlin | Olympia-Eissport-Zentrum, Garmisch-Partenkirchen Zuschauer: 197 |

| 17. März 2013 10:00 Uhr | OSC Berlin Nina Kamenik (25.) Lisa Schuster (31.) | 2:4 (0:1, 1:3, 0:1) Spielbericht | SC Garmisch-Partenkirchen Eleonora Dalprà (2., 17.) Sybille Kretzschmar (19.) Eleonora Dalprà (21.) | Olympia-Eissport-Zentrum, Garmisch-Partenkirchen Zuschauer: 213 |

| 17. März 2013 13:00 Uhr | ECDC Memmingen Franziska Busch (33.) | 1:0 (0:0, 0:0, 1:0) Spielbericht | ESC Planegg/Würmtal | Olympia-Eissport-Zentrum, Garmisch-Partenkirchen Zuschauer: 197 |

### Tabelle
| Platz | Verein                    | Spiele | S3 | S2 | N1 | N0 | Tore | Diff. | Punkte |
| ----- | ------------------------- | ------ | -- | -- | -- | -- | ---- | ----- | ------ |
|       | ECDC Memmingen            | 3      | 3  | 0  | 0  | 0  | 7:1  | +6    | 9      |
|       | ESC Planegg/Würmtal       | 3      | 2  | 0  | 0  | 1  | 11:2 | +9    | 6      |
|       | SC Garmisch-Partenkirchen | 3      | 1  | 0  | 0  | 2  | 5:8  | −3    | 3      |
| 4.    | OSC Berlin                | 3      | 0  | 0  | 0  | 0  | 3:15 | −12   | 0      |

### Kader des Pokalsiegers
| DEB-Pokalsieger ECDC Memmingen | Torhüter: Jennifer Harß, Franziska Albl Abwehr: Jessica Martino, Susanne Fellner, Carina Bitzer, Daria Gleißner, Julia Gemsjäger, Lena Klement Angriff: Mary Restuccia, Miriam Pokopec, Nicola Eisenschmid, Franziska Busch, Larissa Swikull, Johanna Winter, Anna Gemsjäger, Angela Kohnle, Antje Sabautzki, Saskia Selzer, Julia Seitz |